# Zschokkella hildae
Zschokkella hildae is een microscopische parasiet uit de familie Myxidiidae. Zschokkella hildae werd in 1910 beschreven door Auerbach. 